# 金野靜一
金野 靜一（きんの せいいち、1924年9月15日 - 2021年5月18日）は、日本の歴史学者、教育者。元岩手県立博物館長。
岩手県生まれ。立正大学地理歴史科卒業。岩手県立高校教諭、岩手県立盛岡第二高等学校校長、岩手県立博物館長。盛岡大学短大部教授、岩手県文化財保護審議会長、岩手県教育弘済会理事長。
2021年5月18日、急性心筋梗塞のため死去。

## 著書
- 『気仙風土記』気仙風土記編集発行委員会　1967
- 『気仙地方の俚諺』第2版　大船渡市教育委員会教育課　1976　社教シリーズ
- 『続・気仙風土記』続・気仙風土記編集発行委員会　1976
- 『三陸物語 実録と伝説をめぐって 插話でつづる郷土史』トリョー・コム (発売)　1978
- 『絵図に見る藩政時代の気仙』熊谷印刷出版部　1981
- 『大船渡の民俗芸能 大船渡市指定無形民俗文化財』大船渡市教育委員会　1981
- 『いわて河童物語』熊谷印刷出版部　1982
- 『気仙風土記 第3集』気仙風土記第三集編集発行委員会　1985
- 『民俗風信帖 いわてのメルヘンを探る』熊谷印刷出版部　1985
- 『血風惨雨に耐えて 伊藤祐武美伝』同編集刊行委員会　1986
- 『陸中海岸の民話』トリョーコム　1986
- 『いわて日めくり草紙』岩手日報社出版部　1988
- 『海の年輪 三陸のある女性の生涯』ツーワンライフ　2004
- 『新・みちのく物語 前九年・延久・後三年合戦』盛岡タイムス社　2005
- 『義経北行』ツーワンライフ　2005
- 『平泉物語 藤原氏四代の盛衰』熊谷印刷出版部　2006

## 共編著
- 『岩手の伝説（日本の伝説）』須知徳平共著　角川書店　1980
- 『岩手の民話・紀行と人物』編著　熊谷印刷出版部　1981
- 『岩手にかかわる義経・芭蕉・真澄・啄木・賢治を語る』編著　熊谷印刷出版部　1982
- 『岩手の民俗散歩』佐藤敏彦共編著　熊谷印刷出版部　1984
- 『岩手県の不思議事典』七宮涬三,駒井健共編　新人物往来社　2003　「岩手県謎解き散歩」編著　新人物文庫